# شتيفان الكبير
شتيفان الثالث الملقب بـ«شتيفان الكبير» (بالرومانية: Ştefan cel Mare) أو «شتيفان الكبير والقديس» (بالرومانية: Ștefan cel Mare și Sfânt) ملك روماني، محرر الأراضي المولدوفية. ولد عام 1433 في بورزيشت، مقاطعة باكاو، وتوفي في مدينة سوتشافا عام 1504 حيث نقلت رفاته إلى دير بوتنا في مقاطعة سوتشافا. يعتبر بطل تاريخي قومي في رومانيا ومولدوفا. منحه البابا سيكتوس الرابع لقب بطل المسيح، كما يعتبر قديسًا معترفًا به من قبل الكنيسة الرومانية الأرثوذكسية منذ عام 1992 م. وتقول الأسطورة أنه قام ببناء دير في كل منطقة قام بمعركة فيها.
عزم شتيفان إعادة فرض سيطرته على تشيليا، والتي كانت ميناءً مهمًا في منطقة نهر الدانوب، مما أوصله إلى نزاع مع كل من هنغاريا وولاشيا. حاصر البلدة خلال فترة الغزو العثماني لـ والاشيا عام 1462، إلا أنه تعرض لجروعٍ بالغة أثناء الحصار. بعد سنتين، أطبق سيطرته على البلدة. وعد شتيفان بدعم قادة اتحاد الأمم الثلاثة لترانسلفانيا ضد ماتياس كورفينوس، ملك هنغاريا، عام 1467. غزا كورفينوس مولدافيا، إلا أن شتيفان تصدى لهم في معركة بايا. هاجم بيتر أرون مولدافيا تحت دعمٍ هنغاري في شهر ديسمبر من عام 1470، إلا أن شتيفان تصدى له وأعدمه برفقة مجموعة من النبلاء المؤيدين له. استعاد شتيفان الحصون القديمة وبنى حصونًا جديدة أيضًا. مما طّور من النظام الدفاعي لمولدافيا كما عزز الإدارة المركزية لها.
هدد التوسع العثماني الموانئ المولدافية في منطقة البحر الأسود. في عام 1473، توقف شتيفان عن دفع الجزية للسلطان العثماني وأطلق سلسلة من الحملات ضد والاشيا بهدف استبدال حُكّامها -الذين قبلوا سيادة السلطان العثماني- مع حاميته. إلا أن كل أمير استولى على العرش بدعمٍ من شتيفان أُجبر لاحقًا على مبايعة السلطان. تمكن شتيفان أخيرًا من هزيمة جيش كبير من العثمانيين في معركة فالسوي عام 1475. أُشير إلى شتيفان باسم «بطل المسيح» من قبل البابا سيكتوس الرابع، على الرغم من أن آمال مولدافيا بدعمٍ عسكري لم تتحقق.
في السنة التالية، جابه السلطان العثماني محمد الثاني شتيفان في معركة الوادي الأبيض، إلا أن نقص المؤن وتفشي الوباء أجبره على الانسحاب من مولدافيا. مستغلين الهدنة مع ماتياس كورفينوس، أطبق العثمانيون سيطرتهم على تشيليا، (حلفاؤهم من تتار القرم) عام 1483. على الرغم من تقديم كورفينوس مقاطعتين من ترانسلفانيا إلى شتيفان، دفع الأمير المولدافي الجزية لكازيمير، والذي توعد له بالدعم اللازم لاستعادة كل من تشيليا وسيتاتيا ألبو (القلعة البيضاء). فشلت جهود شتيفان في محاولته استعادة كلا الميناءين. في عام 1486، عاود إلى دفع جزية للعثمانيين. خلال السنوات اللاحقة، بُنيت العديد من الكنائس الحجرية والأديرة في مولدافيا، والتي ساهمت في تطوير العمارة المولدافية.
أراد خليفة كاسيمير الرابع، جون الأول ألبيرت، منح مولدافيا إلى أخيه الأصغر زغمونت الأول، إلا أن علاقته مع شتيفان منعته من غزو مولدافيا لسنوات. شن جون ألبيرت هجومًا على مولدافيا عام 1497، إلا أن شتيفان برفقة حلفائه من الهنغاريين والعثمانيين تصدوا للجيش الهنغاري في معركة غابة كوزمين. عاود شتيفان محاولته استعادة كل من تشيليا وسيتاتيا ألبو (القلعة البيضاء)، إلا أنه أقر بخسارته كلا الميناءين للعثمانيين عام 1503. خلال أعوامه الأخيرة، لعب ابنه وشريكه في الحكم، بوغدان الثالث، دورًا مهمًا في السلطة. مثّل حكم شتيفان الذي امتدّ طويلًا فترة من الاستقرار في تاريخ مولدافيا. منذ القرن السادس العشر وما فوق، اعتبره كل من رعاياه والأجانب حاكمًا عظيمًا. ينظر إليه الرومان المعاصرون بكونه واحدًا من أعظم الأبطال الوطنيين، كما يعتبر شخصية ذات قداسة في الثقافة المولدوفية. بعد تقديس الكنيسة الرومانية الأرثوذكسية له عام 1992، تبجّل بلقب «شتيفان العظيم والمقدس».

## النشأة
كان شتيفان ابنًا لبوغدان، والذي كان ابنًا لألكساندر الأول، أمير مولدافيا. كانت أم شتيفان، ماريا أولتيا، على الأرجح ذات صلة بأمراء والاشيا، تبعًا للمؤرخ رادو فلوريسكو. لم يُعرف تاريخ ولادة شتيفان، إلا أن المؤرخين يقدرون ولادته بين عامي 1433 و1440. تشير سجلات إحدى الكنائس إلى امتلاكه خمسة أشقاء: الأخوة هم يواكيم وإيوان وكريستيا؛ أما الأخوات فهنّ: سوريا وماريا. يفترض بعض من كُتّاب السيرة الذاتية لشتيفان بأن كريستيا أربور، والد قائد الدولة لوكا أربور، كان الأخ الرابع للأمير، أو أن كريستيا كان هو نفسيه يواكيم. تم الحفاظ على هذه العلاقات بين الطبقة الرفيعة من نبلاء مولدافيا عبر العلاقات الزوجية، إذ كانت ماريا، التي توفيت في عام 1486، زوجةً لسيندريا، الذي عملً بوابًا لسوتشافا؛ كما شغل شقيق زوجته إيزايا، منصبًا رفيعًا في المحكمة.
أشعل موت ألكسندر الأول عام 1463 صراعًا بهدف النزاع على السلطة دام قرابة ما يفوق عقدين من الزمن. استولى والد شتيفان على العرش عام 1449 بعد هزيمته أحد أقربائه برعاية جون هونيادي، حاكم هنغاريا. سُمّي شتيفان حاكمًا محليًا من قبل والده، مبينًا بأنه قد أصبح وريثًا لأبيه وشريكًا له في الحكم. اعترف بوغدان بسيادة هونيادي عام 1450. رحل شتيفان إلى هنغاريا بعد اغتيال بيتر الثالث أرون (والذي أيضًا كان ابن ألكسندر الأول) لبوغدان في شهر أكتوبر عام 1451.
غزا فلاد دراكولا (والذي عاش في مولدافيا خلال فترة حكم بوغدان الثاني) والاشيا واستولى على العرش بدعم من هونيادي عام 1456. شتيفن إما رافق فلاد إلى واراشيا خلال الحملة العسكرية، أو انضم إليه بعد إعلان فلاد نفسه حاكمًا لواراشيا. تبعًا للتقارير التي صدرت في ثمانينيات القرن الخامس عشر، قضى شتيفان جزءًا من تلك المهلة الزمنية في برايلا، حيث أنجب طفلًا غير شرعي أسماه ميرسيا. بمساعدة فلاد له، اقتحم شتيفن مولدافيا على رأس جيش مكونٍ من 6000 مقاتل في ربيع عام 1457. تبعًا للسجلات المولدافية، انضم إليه رجال من المنطقة الجنوبية لمولدافيا. كتب مؤرخ القرن الثامن عشر جريجور يوريشي: «دحر شتيفان بيتر أرون في معركة دولجيتي وأوربك في 12 أبريل، إلا أن بيتر أرون لم يرحل من مولدافيا إلا بعد إلحاق شتيفان هزيمة أخرى به في أوربك».

## حكمه

### الحملات المبكرة
تطرح نظرية واسعة القبول، مستندة على أقوال يوريشي، بأن جمعًا من النبلاء ورجال الدين الأرثوذكسيين نادوا بكون شتيفان حاكمًا لمولدافيا. تبعًا للباحت كوستانتين ريزاتشيفيشي، لم يكن لعملية الاختيار تلك سابقة قبل القرن السابع عشر، وبدا بأنه لا لزوم له في قضية شتيفان؛ إذ جادل بكونها أسطورة فبركها يوريشي. بينما بقي ذلك الانتخاب غير مؤكد، يتفق العديد من المؤرخين على تنصيب تيوكتيست الأول، مطران مولدافيا شتيفان أميرًا. ولتضخيم مدى الطبيعة المقدسة التي تمتع بها حكمه، سمّى شتيفان نفسيه «نعمة الرب، أو الحاكم المصطفى للأراضي المولدافية» في 13 سبتمبر عام 1457. نتج عن استخدامه الوساطات المسيحية لشرعية حكمه سياق مضطرب للأرثوذكسية المولدافية: قسّم مجمع فلورنسا الشعائر الكنسية البيزنطية إلى موالين ومنشقين؛ وبالمثل، شجع فتح القسطنطينية الأساقفة المحليين إلى اعتبار أنفسهم منشقين عن البطريركية. هناك جدل كبير لا يزال قائمًا حول فيما إذا كانت تيوكتست منشقًا تابعًا لإحدى الولايات المحررة الأرثوذكسية، أو مواليًا للبطريرك إزيدور الثاني. يجادل المؤرخ دان ايوان موريجان بأن الدليل يشير إلى كونه مواليًا، لأن مولدافيا تظهر بكونها على لائحة الولايات البطريركية، ولأن شتيفان، على الرغم من اختباره البطريرك أحيانًا باستخدام ألقاب ملكية على نفسه مثل «القيصر» عام 1473، إلا أن لم يتلقى تهديدًا بالحرمان الكنسي.

## معرض صور

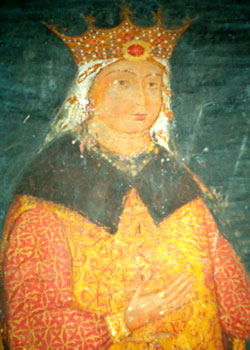
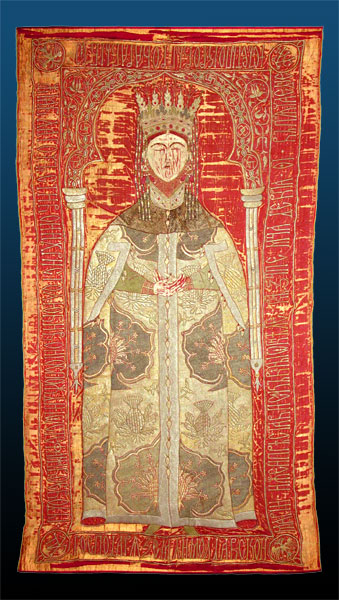
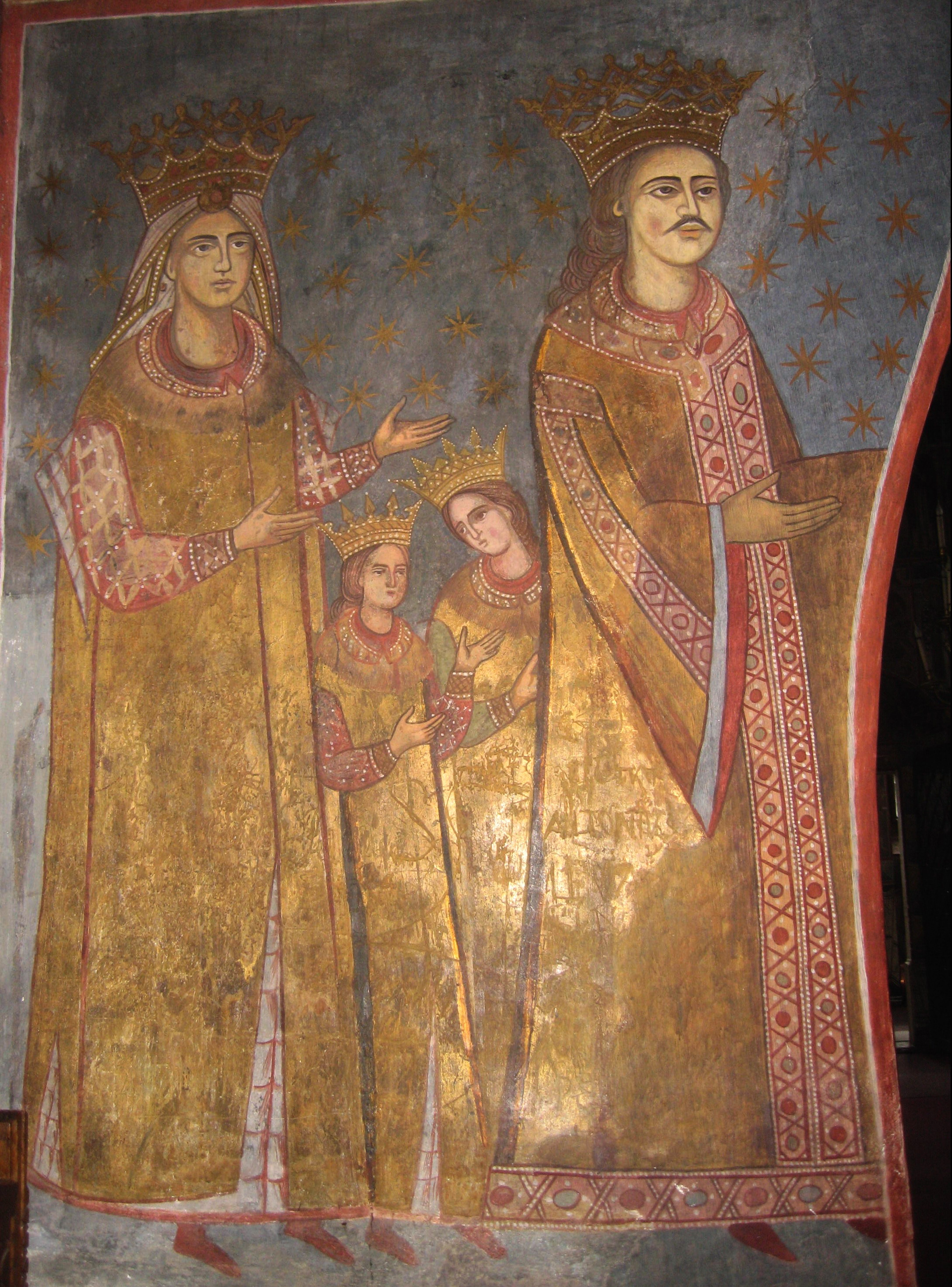
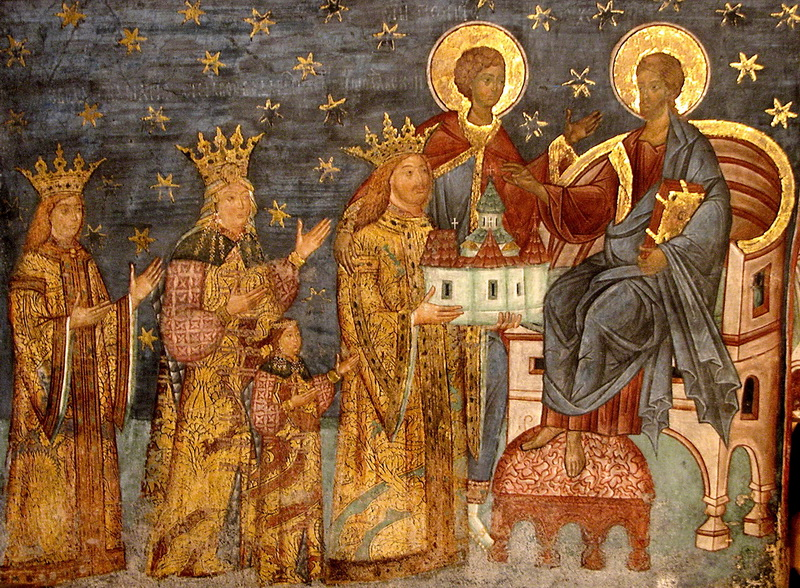